# 팝 록
팝 록(Pop Rock)은 록 음악 장르의 하나이다. 강한 상업성을 띄는 장르로서, 록 음악에 팝 음악의 요소가 혼합된 이 장르는 대개 복잡하지 않은 가사와 알기 쉬운 기타 리프로 구성되어 있다. 
대중적인 팝 음악의 비판론자들은 이 장르를 종종 지나치게 상업적이라는 이유로 비판하기도 한다.
하위 장르로는 파워 팝, 소프트 록, 팝 펑크, 글램 메탈 등이 있다.

## 정의
초기 팝 록은 1950년대 로큰롤 열풍이 각종 사건들로 사멸되기 시작하고 로큰롤에 대한 더 가볍고 부드러운(그러나 여전히 유사한) 대안이 필요했던 50년대 후반에 등장했다. 대부분 싱글 매체인 Early Pop-Rock은 로큰롤(때때로 두왑)의 비트, 편곡, 스타일에 영향을 받았으며, 라디오에서는 로큰롤 다음으로 나쁘지 않은 사운드를 들려주었다. 그러나 초기 팝 록은 로큰롤만큼 크게 흔들리지 않았다.
American Popular Music, Oxford University Press, 대중음악 역사 교본 등에서는 팝 록을 정의하길 비틀즈, 엘튼 존, 폴 매카트니, 로드 스튜어트, 피터 프램프턴, 빌리 조엘, 플리트우드 맥, Lighthouse, The Bells, 같은 아티스트들에 의해 표현된 업비트한 부류의 록 음악으로 규정하고 있다. 그리고 팝 록에 대해서, 록 음악의 형태나 록 음악을 사용하여 더 성공적인 하이브리드 rock n' roll 음악을 설명하기도 한다.

## 역사
팝 록의 기원은 불분명하나, 1950년대 후반에 기존 로큰롤 뮤지션들과 로큰롤의 사멸로 대안으로 등장한 가벼운 로큰롤 타입 뮤지션들에 의해 처음 모습을 보였다고 판단된다. 그러다가 1960년대 브리티시 인베이전으로 로큰롤의 부활과 함께, 비틀즈에 의해 팝 음악의 요소가 록 음악에 도입되면서 대중화되었다. 팝 록은 이렇다할 침체기를 겪지 않았으며, 엘튼 존과 폴 매카트니의 시대였던 1970년대 최전성기를 누렸다. 1970년대 후반에는 디스코의 유행에 탑승하여 대다수의 팝 록 음악가들이 디스코를 시도하기도 하였다.
그리고 1980년대에 들어서 팝 록, 소프트 록의 아이콘 격인 폴 매카트니가 스티비 원더, 마이클 잭슨 같은 흑인 알앤비 뮤지션과 콜라보하며, 흑인 뮤지션들도 팝 록을 시도하기도 했다. 이 시기에 새로 등장한 팝 록 뮤지션으로는 필 콜린스, 브라이언 아담스 등이 있었으며, 상업적으로 크게 부흥한 시기여서 팝과 록의 혼합이 왕성히 생겨났다. 그로인해 팝 아티스트들의 음악 중 약간의 록적인 요소가 포함되어도 팝 록으로 불리기도 했다. 
팝 록 자체와는 큰 연관이 없는 이야기지만, 1980년대 중반부터는 본 조비, 머틀리 크루를 필두로 한 글램 메탈 밴드들이 크게 흥행을 이끌기도 했다.
한국에서는 보통 "팝 메탈"이라는 명칭으로 알고 있는 글램 메탈은, 헤비 메탈에 영국에서 도래한 글램 록에 팝 록의 사운드 요소, 그리고 신디사이저 등을 도입해 1980년대 당시 새롭게 등장했던 장르였다. 그 외에도 팝 록은 뉴웨이브 등으로도 발전하였다. 1990년대에는 얼터너티브 록 음악이 주류를 차지한 가운데 팝 록의 요소중 상당수가 얼터너티브 음악으로 수용되었다.
1990년대는 주류 음악계가 얼터너티브 열풍을 필두로 상당한 변화를 겪었는데, 그 열풍 속에서 팝 록, 팝 음악의 일부 요소와 펑크 록을 혼합한 팝 펑크가 생겨났다. 대표적인 아티스트로 그린데이, 오프스프링, 블링크-182 등이 있다. 또 다른 유명 팝 록, 팝 펑크 아티스트인 썸 41은 이 시기의 그린데이에 영감을 받았다고 한다.
또한 현재 상업적 성공을 거두고있는 마룬 5도 이 시기에 결성되었다.
2000-2020년대에는 에이브릴 라빈, 켈리 클락슨, 핑크, 마일리 사일러스 등의 솔로 여성 가수들의 음악에 두드러지게 나타났다. 또한, 콜드플레이, 이매진 드래곤스, 마룬 5, 버스티드, 맥플라이, 조나스 브라더스 등의 상업적 성공도 대단했다.

## 토론
비평가 필립 오스란다는, 팝과 록의 차이는 영국보다 미국에서 많이 찾아볼 수 있다고 한다. 미국에서는, 팝은 페리 코모(Perry Como)와 같은 달콤하면서 낮은 목소리의 백인 유행 가수들의 노래가 기원인 반면 록은 로큰롤과 같이 아프리카계 미국인 음악에 영향을 받은 것들 중에 기원을 두고 있다. 팝과 록을 혼합했다고 하는 팝 록의 개념은, 팝과 록은 상반된 것이라는 일반적 개념에 대항하는 것이라고 오스란다는 지적하고 있다.
스타로스틴은, 전통적으로 파워 팝(Power Pop)이라고 불렸던 것들의 대다수가 팝 록의 서브장르에 포함될 수 있다고 하며, 서정적인 내용의 팝 록에 대해서는 「보통, 음악에서 2차원적인 것」이라고 논했다.

'팝 록'을 위주로 아래같은 토론이 있었는데, 아래의 논쟁들은 1990년대에 일어난 이야기들이며, 현재 2020년대에 와서는 둘 다 무의미한 이야기들이다.
오스란다 및 사이먼 프리스(Simon Frith), 그로스 바그와 같은 몇몇 연구가들은 팝 록은 「음악이 아니며」「서정적이면서」「대중에게 인기를 얻어 돈벌이가 목적인」「엔터테인먼트의 진부한 형식」이라고 말하며, 반대로 록은 가수나 밴드에 의해 만들어진 곡을 중요시하는「진짜 음악이며」「진지하면서」「반 상업주의적인 음악 형식이며」「악기 연주자의 훌륭한 연주 솜씨를 볼 수 있으며」「청중과 실제로 교감한다」고 말할 수 있다고 주장했다..
B.J.무어=길버트는 이러한 사이먼 프리스의 1950년대부터 1980년대까지의 대중 음악의 역사 분석에 이의를 제기했다. 무어=길버트는, 프리스(또한 다른 연구가들)는 1960년대에 포크 지향의 음악이 발달한 시기는 그것을 「포크 록」이라 불렀으며, 1970년대의 팝의 요소가 불어닥친 스타일을 「팝 록」으로 불렀던 것과 같이 새로운 장르가 나올 때마다 그것을 「〜록」으로 이름을 짓는 것으로 대중 음악에서 록의 역할을 지나치게 강조하고 있다며 이러한 접근법은 록을 불공평한 정도로 정점을 두고 다른 어떠한 영향도 록을 중심으로 끌고 가는 것이라고 지적했다. 

### 결론
사이먼 프리스의 주장처럼 극단적인 록 음악 우월주의도 현재에 와서는 나오질 않으며, 
B.J.무어 길버트의 주장 또한 극단적인 주장으로 포크 록, 팝 록의 기원과 정립, 발전 과정을 봤을 때, 그 장르들이 록으로 불리지 않으면 어색할 정도의 역사를 가지고 있다.

## 같이 보기
- 인디 팝
- 포스트펑크
- 소프트 록

## 참고 문헌
- Michael Campbell, James Brody. "Rock and Roll: An Introduction" 2007 - Cengage Learning
- Birrer, F.A.J. "Definitions and research orientation: do we need a definition for popular music?" in D. Horn (ed). Popular Music Perspectives, 1985. Gothenburg. pg 99-105.
- Chambers ,I. Urban Rhythms, Pop Music and Popular Culture. 1985:OUP.
- Fiske, J.Understanding Popular Culture, - 1989 - Routledge
- Frith, S. The Sociology of Rock - 1978 - Constable
- Frith, S. Sound Effects: Youth, Leisure and the Politics of Rock'n'Roll - 1983 - Constable
- Hamm, C. Yesterdays: Popular Song in America - 1979 - New York
- Harker, D. One For the Money: Politics and Popular Song - 1980 - Hutchinson
- Harron, M. "Pop as Commodity," cited in S Frith - Facing The Music: Essays on Pop, Rock and Culture 1988, Mandarin. pg 173-220
- Hill, D. Designer Boys and Material Girls: Manufacturing the '80's Pop Dream. 1986 - Blandford Press
- Middleton, R. Studying Popular Music. - 1990 - OUP
- Moore, A.F. Rock: The Primary Text, - 1993 - OUP
- Shuker, R. Understanding Popular Music - 1994 - Routledge

## 보충 설명
1. ↑  “Pop Rock - Music genre - RYM/Sonemic” (영어). 2024년 4월 23일에 확인함.
2. ↑  “Early Pop/Rock Music Style Overview” (영어). 2024년 4월 21일에 확인함.
3. ↑  Starr, Larry; and Christopher Waterman. American Popular Music. 2nd Ed. Available at: http://www.us.oup.com/us/companion.websites/019530053X/studentresources/chapter11/key_terms/ 보관됨 2008-05-03 - 웨이백 머신 Accessed on March 11, 2008
4. ↑  R. Shuker, Popular Music: the Key Concepts (Abingdon: Routledge, 2nd edn., 2005), ISBN 0-415-34770-X, p. 207.
5. ↑  Music reviewer George Starostin. Available at:
http://starling.rinet.ru/music/zstyles.htm
6. ↑  Liveness: Performance in a Mediatized Culture by Philip Auslander
http://books.google.com/books?id=Zaaycuj7kbUC&pg=PA69&lpg=PA69&dq=pop+rock+definition&source=web&ots=DwY2QQJZap&sig=Qt88EFkWR4NpzWH0XwpkzJhNOm0
7. ↑  The Arts in the 1970s: Cultural Closure?
B. J. Moore-Gilbert 1994 Routledge ISBN 0415099064. Page 240
8. ↑  “Folk-Rock Music Style Overview”. 《AllMusic》 (영어). 2024년 4월 21일에 확인함.
9. ↑  “Pop/Rock Music Genre Overview”. 《AllMusic》 (영어). 2024년 4월 21일에 확인함.